# Теракт в Алеппо (сентябрь 2012)
9 сентября 2012 года в районе Саад аль-Ансари сирийского города Алеппо произошёл взрыв заминированного автомобиля. Целью взрыва была больница аль-Хайят, расположенная рядом со стадионом «7 апреля». В результате этого теракта погибли 30 мирных жителей и 2 сотрудника сил безопасности, а также, по меньшей мере, 64 человека получили ранения.
По данным сирийского информационного агентства Sana, было использовано свыше тонны взрывчатки, которая была заложена в автомобиль.
Ответственность за это нападение взяла на себя бригада «Благородная Алеппо» Свободной сирийской армии.

## Теракт
По информации телеканала «Сурия», террористы взорвали заминированный автомобиль на спуске от городского стадиона к госпиталю «Аль-Хаят». В результате погибли десятки мирных жителей. Точное количество раненых, получивших травмы из-за частичного обрушения зданий, пока неизвестно. На месте происшествия начался сильный пожар.

## Последствия
В результате нападения на больницу и школу рядом с муниципальным стадионом в Алеппо в воскресенье вечером, по данным государственного телевидения и официального сирийского арабского информационного агентства, погибли 27 человек, ещё 64 получили ранения. Местные координационные комитеты оппозиции также сообщили о 27 погибших в Алеппо, но утверждают, что люди стали жертвами артиллерийского обстрела со стороны правительственных сил.
Сирийские СМИ возложили ответственность за взрыв на «террористов» — термин, который обычно используется режимом для обозначения бойцов оппозиции, стремящихся свергнуть президента Башара Асада. В то время как официальные СМИ говорят о «террористическом акте», губернатор провинции Алеппо Дж. Мохаммед Вахид Аккад, которого цитирует полуофициальное проправительственное телевидение Аддуния, утверждает, что к нападению могли быть причастны два заминированных автомобиля.